# Хоэнрехберг (замок)
Хоэнрехберг (нем. Burg Hohenrechberg) — средневековый замок (тип — замок на отроге) к югу от города Швебиш-Гмюнд, в районе Восточный Альб в земле Баден-Вюртемберг, Германия. 

## История

### Ранний период
Первое упоминание замка связывают с документом, в котором есть имя Ульриха фон Рехберга. Эти свидетельства датируются 1179 годом. Вероятно, именно Ульрих фон Рехберг и был строителем замка. Главные каменные укрепления появились между 1200 и 1250 годами. При этом сама крепость впервые упомянута в документах, относящихся только к 1355 году. 
Замок Хоэнрехберг очевидно был частью владений, сюзереном которых считались Гогенштауфены. Здесь находилась родовая резиденция графов Рехбергских. В любом случае замок серьёзно повлиял на историческое и административное формирование окружающих земель.
Между 1448 и 1450 годами солдаты из имперских городов Швебиш-Гмюнд и Швебиш-Халль разграбили территории вокруг замка, но не решились начать его осаду. 
Во время Крестьянской войны 1525 Хоэнрехберг чудом спасся от толп озлобленных крестьян. Однако гарнизон замка не смог предотвратить сожжение близлежащих монастырей Лорх и Адельберг, а также замка Гогенштауфен. 
В 1546 году отряды Шмалькальдского союза подошли непосредственно к стенам крепости Хоэнрехберг. Однако замок так и не был взят. При этом солдаты захватили и разграбили Швебиш-Гмюнд.

### XVII век и позднее
Замок неоднократно перестраивался, реконструировался и расширялся. До 1585 года владельцы окрестных земель предпочитали править, проживая в родовом замке. Однако позднее преимущественно проживали в более комфортабельных резиденциях в долинах.
В 1648 году во время Тридцатилетней войны, а также в 1796 году во время войн антифранцузских коалиций замок был захвачен французами. Но к счастью оккупанты ни разу не подвергли комплекс разрушениям. 

### XIX век
Главное несчастье для замка Хоэнрехберг случилось во вполне мирном 1865 году. 6 января в купол одного из сооружений ударила молния и начался сильный пожар. В результате вся резиденция превратилась в руины.

### XX век
Несмотря на то, что замок оказался заброшен, сами по себе его руины оставались весьма живописны. В 1977 году муниципальные власти провели работы, чтобы вид прежнего Хоэнрехберг был хорошо виден из долины. 
До 1986 года замок оставался частной собственностью графской семьи Рейхберг. Но в этом же году руины и окружающие их земли оказались проданы частному лицу из Гёппингена.

## Расположение
Руины замка находятся на высоте 644,2 метра над уровнем моря. Хоэнрехберг расположен на западном склоне горы Рехберг. В свою очередь эта гора считается частью природного заповедника Три горы Кайзера. Местность относится к северной окраине Швабского Альба.

## Описание
Замковый комплекс имеет в основании многоугольник неправильной формы и окружён кольцевой стеной. Главная резиденция находится в западной части комплекса. Вход в цитадель был прикрыт двойным рядом высоких стен. Внутри имеется старинный колодец глубиной 30 метров. Замковая часовня (старая часовня) остаётся заброшенной с 1806 года. Со всех сторон комплекс окружён отвесными скалами. В замок можно было попасть только по разводному мосту над глубоким рвом. Перед мостом находились укрепления форбурга.
Летом в восточной части замка работает кафе. С площадок, расположенных в основном комплексе, открываются живописные виды.

## Галерея
- Вид замка с высоты птичьего полёта
- Остатки старой дворцовой каменной кладки
- Угловая башня
- Вид замковых руин с восточной стороны
- Мост, ведущий в замок из форбурга